# Marrakech Challenger 1984
Il Marrakech Challenger 1984 è stato un torneo di tennis facente parte della categoria ATP Challenger Series nell'ambito dell'ATP Challenger Series 1984. Il torneo si è giocato a Marrakech in Marocco dal 23 al 29 aprile 1984 su campi in terra rossa.

## Vincitori

### Singolare
Hans Gildemeister ha battuto in finale  Chuck Willenborg con il punteggio di 6–7, 6–2, 6–1

### Doppio
Terry Moor /  Blaine Willenborg hanno battuto in finale  Jeremy Bates /  Michiel Schapers con il punteggio di 6–4, 6–7, 9–7